# (34271) Vinjaivale
2000 QH132 (asteroide 34271) é um asteroide da cintura principal. Possui uma excentricidade de 0.02660090 e uma inclinação de 1.77529º.
Este asteroide foi descoberto no dia 26 de agosto de 2000 por LINEAR em Socorro.